# Серафім Тодоров
Серафім Сімеонов Тодоров (болг. Серафим Симеонов Тодоров, нар. 6 липня 1969, Пештера, Пазарджицька область) — титулований болгарський боксер, срібний призер Олімпійських ігор, триразовий чемпіон світу, триразовий чемпіон Європи.

## Аматорська кар'єра
У Серафіма Тодорова була багата на події аматорська кар'єра.
Вже в 19 років він взяв участь в Олімпійських іграх 1988 в категорії до 51 кг, на яких переміг Девіда Грімана (Венесуела) і Сето Сегава (Японія), але в чвертьфіналі програв майбутньому чемпіону Кім Гван Сон (Південна Корея) — 1-4.
1989 року Тодоров став чемпіоном Європи в категорії до 54 кг.
- В 1/16 фіналу переміг Алі Нідречай (Югославія) — 5-0
- В 1/8 фіналу переміг Вілсона Догерті (Шотландія) — 5-0
- В чвертьфіналі переміг Адріана Маркута (Румунія) — 4-1
- В півфіналі переміг Роберта Ціба (Польща) — 5-0
- В фіналі переміг Тімофея Скрябіна (СРСР) — 3-2

Восени 1989 року зайняв друге місце на чемпіонаті світу.
- В 1/8 фіналу переміг Джастіна Чікванда (Замбія) — 24-8
- В чвертьфіналі переміг Тоні Гонсалеса (США) — 24-15
- В півфіналі переміг Луїджі Кітадамо (Італія) — 12-7
- У фіналі програв Енріке Карріону (Куба) — 12-19

На Іграх доброї волі 1990, здобувши перемоги над Тімофеєм Скрябіним (СРСР) і Тоні Гонсалесом (США) та програвши у фіналі американцю Серхіо Реєсу, завоював срібну медаль.
На Кубку світу 1990 переміг Лайонела Одома (США), Андреаса Тевса (НДР) і Вейна Маккалоу (Ірландія), а у фіналі знов програв Енріке Карріону.
1991 року Тодоров зробив дубль, ставши чемпіоном світу і Європи.
Чемпіонат Європи 1991 
- В 1/8 фіналу переміг Агатангелоса Ціріпідіса (Греція) — RSC 3
- В чвертьфіналі переміг Роберта Ціба (Польща) — 34-15
- В півфіналі переміг Андреаса Тевса (НДР) — 21-15
- У фіналі переміг Мігеля Діаса (Нідерланди) — 29-12

Чемпіонат світу 1991 
- В 1/16 фіналу переміг Кацуйокі Мацусіма (Японія) — 19-4
- В 1/8 фіналу переміг Агатангелоса Ціріпідіса (Греція) — 37-7
- В чвертьфіналі переміг Паніанг Пунтарат (Таїланд) — 21-7
- В півфіналі переміг Владислава Антонова (СРСР) — 40-13
- У фіналі чемпіонату світу взяв реванш за минулі поразки у Енріке Карріона — 25-5

На Олімпійських іграх 1992 Тодоров знов здобув дві перемоги над Джоном Семом (Папуа-Нова Гвінея) і Джозефом Чонго (Замбія), а в чвертьфіналі програв Рі Кван Сіку (Північна Корея).
1993 року Серафім Тодоров перейшов до категорії 57 кг і знов став чемпіоном світу та чемпіоном Європи.
Чемпіонат світу 1993 
- В 1/16 фіналу переміг Вахдеттіна Ішсевера (Туреччина) — 18-7
- В 1/8 фіналу переміг Клода Шинона (Франція) — 20-2
- В чвертьфіналі переміг Нурлана Калібаєва (Казахстан) — 15-2
- В півфіналі переміг Марчеліка Тудоріу (Румунія) — 15-1
- У фіналі переміг Енріке Карріона (Куба) — 11-6

Чемпіонат Європи 1993 
- В 1/8 фіналу переміг Роберто Верцоліні (Італія) — 19-1
- В чвертьфіналі переміг Кая Канделіна (Фінляндія) — 19-2
- В півфіналі переміг В'ячеслава Власова (Росія) — 13-5
- У фіналі переміг Рамаза Паліані (Грузія) — 10-1

1995 року Тодоров став чемпіоном світу втретє поспіль.
- В 1/16 фіналу переміг Октавіана Цику (Молдова) — 15-2
- В 1/8 фіналу переміг Джі Су Ко (Південна Корея) — 18-4
- В чвертьфіналі переміг Арнальдо Меса (Куба) — 7-5
- В півфіналі переміг Фалька Густе (Німеччина) — 15-7
- У фіналі переміг Нуреддіна Меджихуда (Алжир) — 10-4

На чемпіонаті Європи 1996 року Тодоров став другим, поступившись в фіналі Рамазу Паліані (Росія).
- В 1/16 фіналу переміг Террі Карлайла (Ірландія) — 8-0
- В 1/8 фіналу переміг Дорела Сіміона (Румунія) — 6-5
- В чвертьфіналі переміг Фалька Густе (Німеччина) — 9-8
- В півфіналі переміг Девіда Берка (Англія) — 8-2
- У фіналі програв Рамазу Паліані (Росія) — 2-3

На Олімпійських іграх 1996 Тодоров переміг Євгена Шестакова (Україна) — 11-4, Роберта Педена (Австралія) — 20-8, Фалька Густе (Німеччина) — 14-6 і вийшов в півфінал, де зустрівся з 19-річним Флойдом Мейвезером (США). Близький бій закінчився перемогою болгарина — 10-9, хоча деякі спостерегачі вважали, що бій виграв Мейвезер. Рефері при оголошенні результату бою спочатку помилково підняв руку американця. Тодоров залишився в історії боксу останнім боксером, який офіційно переміг майбутню легенду професійного боксу.
У фіналі олімпійського турніру Тодоров програв Сомлуку Камсінгу (Таїланд) — 5-8 і став володарем срібної олімпійської нагороди.

## Професіональна кар'єра
30 квітня 1998 року Тодоров дебютував на профірингу. За 1998 — 2003 роки провів 6 боїв, в яких здобув 5 перемог і один бій програв. 2015 року провів ще один переможний бій.